# I, Lucifer
I, Lucifer je román spisovatele Glena Duncana.

## Předloha
Román I, Lucifer (Já, Lucifer) pojednává o příběhu Satana, kterému je na jeden měsíc nabídnuto lidské tělo, za podmínky, že nesmí podniknout nic, co by jeho hostitele mohlo nastálo poznamenat. Jestliže bude schopen žít jeden měsíc bezúhonně, může si hostitelovo tělo ponechat až do doby eventuální smrti. Pokud bude žít ctnostně a bude se kát, může se vrátit do nebe, nicméně nebude moci znovu nabýt svůj andělský status.
Hostitel, Declan Gunn (anagram jména Glen Duncan), je deprimovaný spisovatel připravující se na spáchání sebevraždy. Pomocí svých přisluhovačů si Lucifer opatří velký obnos peněz a žije jako rock'n'rollová hvězda a ihned prodává práva k filmu „Fall of the Angels“ (Pád andělů).
Předpokladem románu je to, že Lucifer píše příběh na Gunnově počítači přesně v době, kdy se odehrává scénář, tj. synchronně s dějem. Často se vrací k událostem jak ve svém životě, tak v Gunnově, v rozsahu od pokušení Evy až do vydání Gunnova posledního románu. Postupem románu se Gunnův život stále více zasahuje do života Lucifera, zatímco Lucifer se začíná cítit více jako člověk.
Román pravidelně odbočuje, zkoumá témata jako např. skryté a otevřené pokrytectví ve španělské inkvizici, lidskost osob, které označujeme jako nelidské, okolnosti vedoucí k potlačení slušnosti a proč je Elton John potomkem Nephilimů.